# Willie Brown (Musiker)

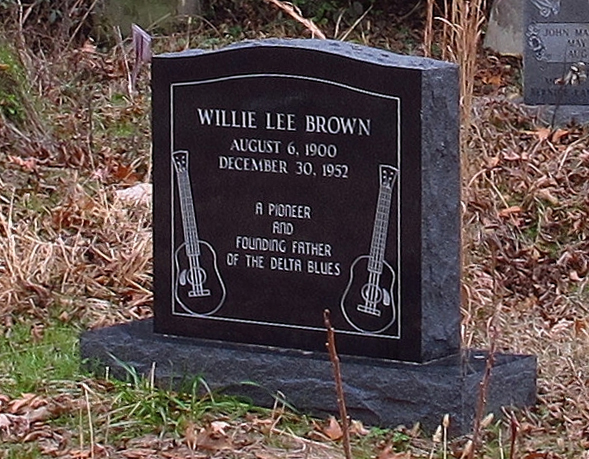
Grab von Willie Brown

Willie Brown (* 6. August 1900 in Clarksdale, Mississippi; † 30. Dezember 1952 in Tunica, Mississippi) war ein US-amerikanischer Blues-Gitarrist und Sänger.

## Leben und Wirken
Brown wurde als Sohn eines Sharecroppers geboren und wuchs auf einer Plantage nahe Drew in Mississippi auf. Ab Mitte der 1920er Jahre bis ungefähr 1930 war er der Begleitgitarrist von Charley Patton, danach wechselte er in gleicher Funktion zu Son House, mit dem er während der 1930er und teilweise der 1940er Jahre zusammenarbeitete. Anfang der 1930er Jahre war er Mentor und Lehrer von Robert Johnson, der ihn später in seinem Song Crossroad Blues erwähnte: You can run, you can run… tell my friend Willie Brown.
Bei einer Aufnahmesession mit Patton und House für Paramount 1930 in Grafton, Wisconsin, nahm er vier Stücke auf, von denen nur die Songs M & O Blues und Future Blues erhalten sind, (von Paramount 13099, „Kicking In My Sleep“ ist kein erhaltenes Exemplar bekannt). 1941 machte Alan Lomax Feldaufnahmen mit Willie Brown und Son House, darunter das Brown-Solo Make Me a Pallet on the Floor. Kurze Zeit später ging er mit House nach Rochester, New York, kehrte aber später wieder ins Mississippi-Delta zurück. Dort geriet Brown allmählich in Vergessenheit, von seinen letzten Jahren ist sehr wenig bekannt. Er starb 1952 und konnte so nicht mehr vom Blues-Revival der 1960er Jahre profitieren.
Trotz seiner hauptsächlichen Funktion als Begleitmusiker und seinem äußerst schmalen erhaltenen Werk war Brown eine bedeutende Gestalt des Blues, der zusammen mit Musikern wie Charley Patton und Son House den Delta Blues entscheidend prägte.

## Trivia
Im Film Crossroads – Pakt mit dem Teufel lebt ein/der Willie Brown noch in den 80ern. In der Geschichte macht er sich zusammen mit dem jungen Eugene auf die Suche nach dem verlorenen 30. Song von Robert Johnson.